# 소공로

2010년 이전까지의 소공로 (녹색 부분). 오픈스트리트맵에서 추출

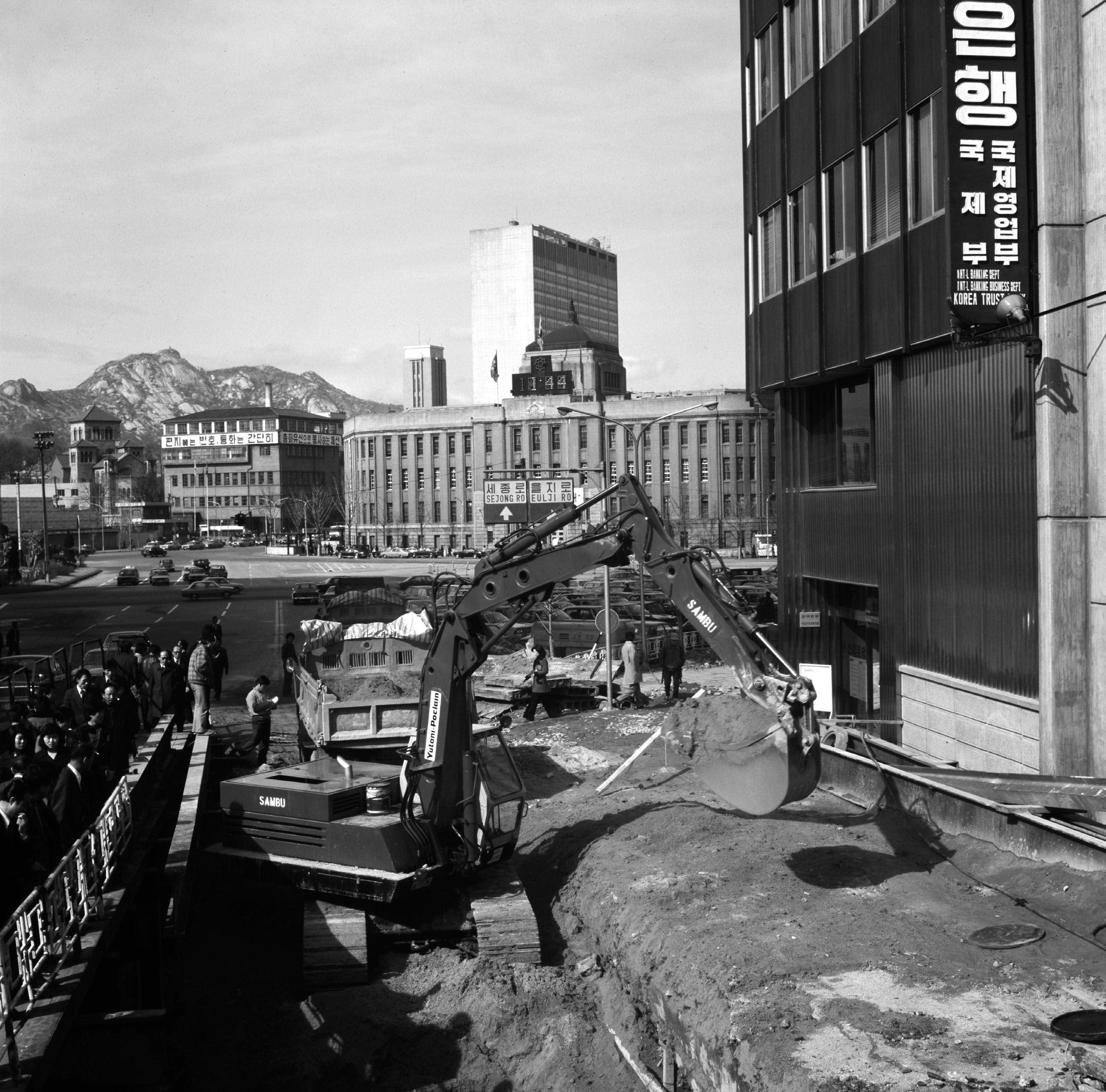
소공지하쇼핑센터 공사가 진행 중인 소공로 116번지 앞(1976년). 오른쪽 모서리는 신탁은행 국제영업부(현, KEB하나은행 소공동지점)

소공로(小公路, Sogong-ro)는 서울특별시 중구 회현동1가 산1-31에서 남대문로 한국은행 사거리를 지나 태평로2가 23에 이르는 1.3 km의 도로이다. 2010년 이전까지의 소공로는 그 길이가 414 m여서 서울 시내 도로 중에서 가장 짧은 도로이기도 하였으며, 가변차로제가 시행되고 있는 왕복 5차선 도로이다.

## 연혁
- 1966년 11월 26일 : ‘시청앞(중구 태평로1가 31)~상업은행앞(중구 남대문로2가 111-1 ; 한국은행 사거리)’ 구간을 소공로(小公路)로 지정[1]
- 2010년 4월 22일 : 반포로의 일부 구간을 편입하여 종점을 남산3호터널 북단까지로 연장함. 도로명 주소 고시[2]

## 주요 경유지
서울특별시
- 중구 (회현동1가 - 회현동2가 - 충무로1가 - 남대문로2가 - 소공동 - 태평로2가)

## 노선
| 교차로 · 터널      | 접속 노선         | 소재지            | 소재지            | 소재지            | 비고              |
| 녹사평대로와 직결  | 녹사평대로와 직결 | 녹사평대로와 직결 | 녹사평대로와 직결 | 녹사평대로와 직결 | 녹사평대로와 직결 |
| ------------------ | ----------------- | ----------------- | ----------------- | ----------------- | ----------------- |
| 남산3호터널 (남산) |                   | 중구              | 명동              | 회현동            |                   |
| 회현사거리         | 퇴계로            | 중구              | 명동              | 회현동            |                   |
| 한국은행앞         | 남대문로          | 중구              | 명동              | 회현동            |                   |
| 한국은행앞         | 남대문로          | 중구              | 소공동            |                   |                   |
|                    | 남대문로7길       | 중구              | 교차로 이름 없음  |                   |                   |
| 세종대로18길       |                   | 중구              | 교차로 이름 없음  |                   |                   |
|                    | 을지로            | 중구              | 교차로 이름 없음  |                   |                   |
| 시청               | 세종대로          | 중구              |                   |                   |                   |
| 시청               | 덕수궁길          | 중구              |                   |                   |                   |
| 덕수궁길과 직결    |                   |                   |                   |                   |                   |

## 부속도로
- ●: 전 구간 해당
- ▲: 일부 구간 해당
- ✖: 해당 없음

| 도로명      | 기점           | 종점             | 총연장 (m) | 차량 통행 가능 | 일방통행 | 소재지 | 소재지 |
| ----------- | -------------- | ---------------- | ---------- | -------------- | -------- | ------ | ------ |
| 소공로1길   | 회현동2가 51-1 | 회현동2가 49-46  | 106        | ✖              | ✖        | 중구   | 회현동 |
| 소공로3길   | 회현동2가 60-7 | 회현동1가 133-6  | 267        | ●              | ●        | 중구   | 회현동 |
| 소공로4길   | 회현동2가 33-1 | 회현동1가 산1-38 | 202        | ✖              | ✖        | 중구   | 명동   |
| 소공로6길   | 회현동2가 27   | 남산동2가 43-1   | 233        | ●              | ✖        | 중구   | 명동   |
| 소공로6가길 | 회현동2가 32-5 | 회현동1가 산1-35 | 221        | ●              | ✖        | 중구   | 명동   |
| 소공로6나길 | 회현동2가 33-9 | 회현동2가 42-16  | 109        | ✖              | ✖        | 중구   | 명동   |
| 소공로7길   | 회현동2가 72-8 | 회현동1가 60-17  | 168        | ●              | ●        | 중구   | 회현동 |